# Конь, Роман Михайлович
Рома́н Миха́йлович Ко́нь (18 октября 1960, Львов, УССР, СССР) — российский исследователь сект и современных сектантских движений России. Кандидат богословия, преподаватель сектоведения Московской духовной академии, Сретенской духовной семинарии, Нижегородской духовной семинарии и Коломенской духовной семинарии.
Автор книги «Введение в сектоведение», являющейся учебным пособием для студентов духовных семинарий и академий и посвящённой теоретическим вопросам: исследованию природы сектантства, причин его появления и распространения, подходам к борьбе, систематизации современных культов и сект.

## Биография
Родился 18 октября 1960 года во Львове.
В 1977—1982 годах учился в Львовском сельскохозяйственном институте.
В 1986—1989 годах учился в Московской духовной семинарии. В 1989—1993 годах учился в Московской духовной академии.
В 1993—1995 годах был слушателем аспирантуры Московской православной духовной академии.
В 1994 году защитил диссертацию по теме "Святая Евхаристия в раскрытии отцов Церкви IV-го века"ему была присуждена и стал кандидатом богословия.
В 1994—2000 годах — научный сотрудник сектора по связям с протестантскими церквами Отдела внешних церковных сношений Московского Патриархата. В это время Р. М. Коню поручается работа по подготовке материала о современных сектах. Через некоторое время, по благословению руководителя Отдела внешних церковных связей митрополита Кирилла Р. М. Конь стал заниматься темой сектоведения в качестве специалиста.
В 1996 году ректор МДА архиепископ Евгений (Решетников) приглашает Р. М. Коня в качестве преподавателя сектоведения в Московской духовной семинарии.
Осенью 2003 года получает приглашение читать лекции по сектоведению от ректора Нижегородской духовной семинарии архиепископа Нижегородского и Арзамасского Георгия (Данилова).
Является преподавателем в Коломенской духовной семинарии.
С 2005 года — доцент Московской духовной академии.

## Награды
- 1988 — Медаль преподобного Сергия Радонежского II степени
- 2005 — Орден преподобного Сергия Радонежского III степени

## Критика
Теолог и исследователь сект Владимир Мартинович в рецензии на книгу Коня «Введение в сектоведение» отмечает, что «в своих оценках западных сектоведов автор всецело зависит от русских переводных изданий либо от изложения позиций иностранных авторов в отечественных публикациях» и «при представлении западных теорий сектантства, не переведённых на русский язык, автор ссылается на их интерпретации, сделанные такими российскими авторами, как И. Я. Кантеров и Н. В. Пуха» и указывает, что «при этом многие теории представлялись некорректно, неполно, с фактологическими ошибками». Мартинович пишет, что Конь допускает ошибку при описании классификации Мелтона, указывая 23 типа вместо 26. Кроме того, он обращает внимание, что «при описании антикультовой школы сектоведения автор берёт за основание источники, заведомо враждебные по отношению к ней: Шьюпе, Бромли, Интровинье, Кантерова» и указывает, что, говоря об отношении Американской психологической ассоциации (АПА) к теории «контроля сознания» и «промывки мозгов», Конь «целиком и полностью основывается на интерпретации событий», сделанные итальянским автором Массимо Интровинье — человеком, глубоко заинтересованным в просектантской интерпретации этого событийного ряда. Мартинович обращает внимание, что, приводя в своей книге «полемику Интровинье с одним из самых опытных и серьёзных сектоведов Германии, пастором Томасом Гандоу, Р. М. Конь снова становится на сторону Интровинье».
Основное внимание в изданном пособии «Введение в сектоведение», а также в читаемых лекционных курсах духовных семинарий Роман Конь уделяет религиозным движениям прошлого. Новые религиозные движения остаются вне его внимания, а студенты не имеют реальной возможности ознакомиться с современными сектами. Кроме того, Р. М. Конь является представителем теоретического сектоведения, целенаправленно не участвуя в диспутах и собеседованиях с представителями сектантских организаций, что не свидетельствует о жизнеспособности его теоретических изысканий.